# Пандеїзм
Пандеїзм (від грец. παν — усе, кожен і лат. Deus — Бог) — філософське вчення, що поєднує пантеїзм (Бог це всесвіт) і деїзм (Бог створив всесвіт). Тобто визнає Божество початком і основою всіх речей («усе є Бог»), обожествляючи Всесвіт, природу, але заперечує особистого Бога, Одкровення і Провидіння, і взагалі богословське, догматичне вчення.

## Зноски
1. ↑  Lataster, 2013, с. 165.